# Dichaetophora quadrifrons
Dichaetophora quadrifrons är en tvåvingeart som först beskrevs av Toyohi Okada 1988.  Dichaetophora quadrifrons ingår i släktet Dichaetophora och familjen daggflugor.
Artens utbredningsområde är Sri Lanka. Inga underarter finns listade i Catalogue of Life.